# Казафранка
Казафранка — дворянский род.
Древняя испанская фамилия, называвшаяся первоначально Инфанзоне де Кафранга, переселясь во Францию, приняла название Казафранка де Сен-Поль. В позднейшее время члены фамилии этой состояли в подданстве Прусском и один из них был Майором в войсках Короля Фридриха Вильгельма II; вдова же его Максимилианна фон-Пирх в 1799 году получила права потомственного гражданства в той части южной Пруссии, которая принадлежала позже к Царству Польскому.

## Описание герба
В щите расчетверённом, с дворянскою короною, в полях накрест золотых и серебряных, в первом и четвёртом по красному кресту, а во втором и третьем по красному же стропилу между трех роз. В опорах: львы с обнаженными мечами в правых лапах, к щиту обращенными. Герб Казафранка внесен в Часть 1 Гербовника дворянских родов Царства Польского, стр. 116.